# Krasna Góra (województwo opolskie)
Krasna Góra (niem. Sonnenberg) – wieś w Polsce położona w województwie opolskim, w powiecie opolskim, w gminie Niemodlin. 

## Historia
W XIX w. wieś posiadała pieczęć gminną, na której wizerunku umieszczono głowę zwierzęcia zwróconą w prawo, z obu stron głowy dwa sierpy w słup. 

## Zabytki
Do wojewódzkiego rejestru zabytków wpisany jest:
- zespół dworski, z XVIII-XX w.:
  - piętrowy dwór, wybudowany na planie prostokąta, kryty dachem naczółkowym. W piwnicach sklepienia kolebkowe.  Wybudowany w pierwszej połowie XVIII w., przebudowany w połowie XIX w.[6][7]
  - spichlerz
  - park, z XIX w.

## Przypisy

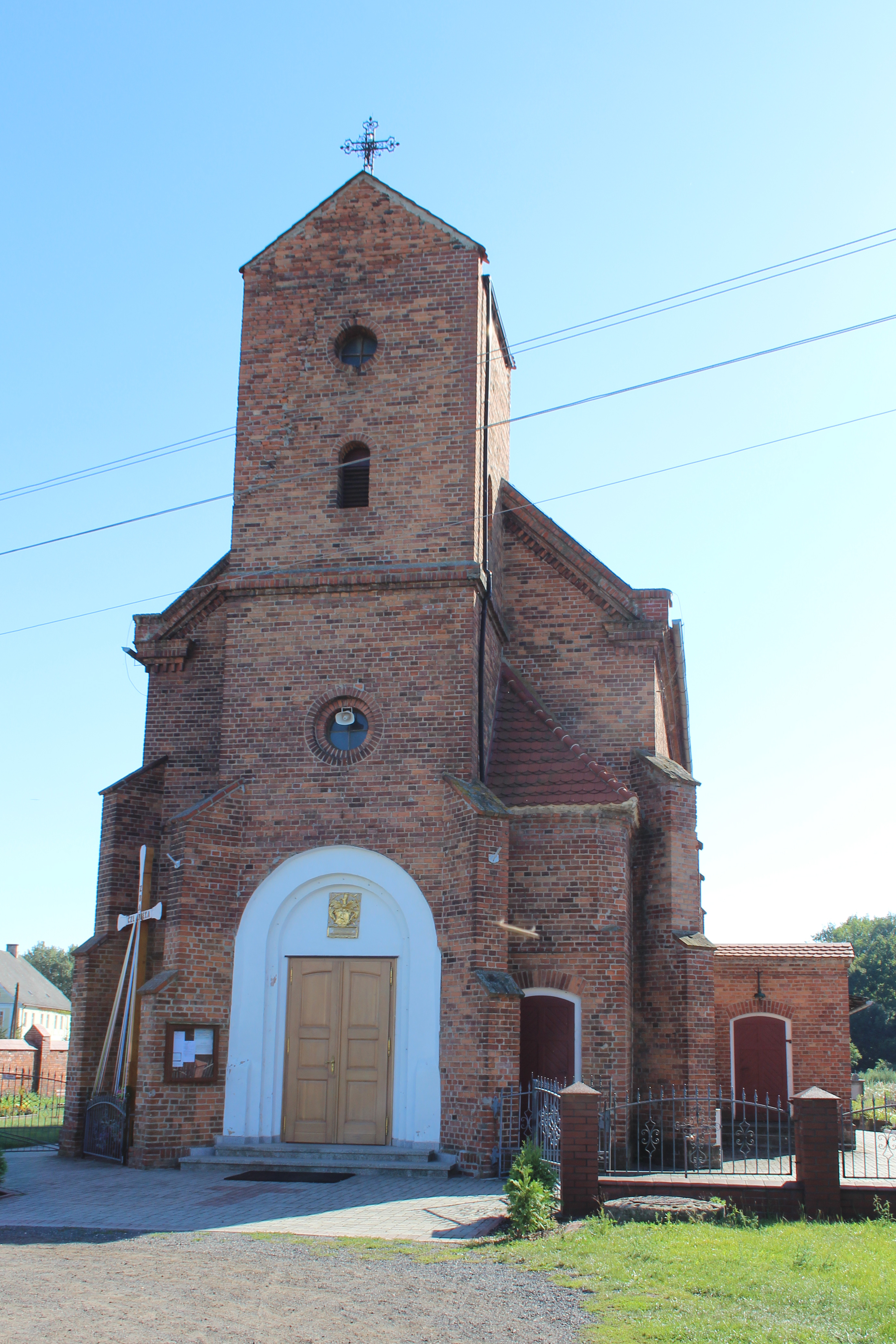
Kościół Macierzyństwa Najświętszej Maryi Panny.